# Cynodrome

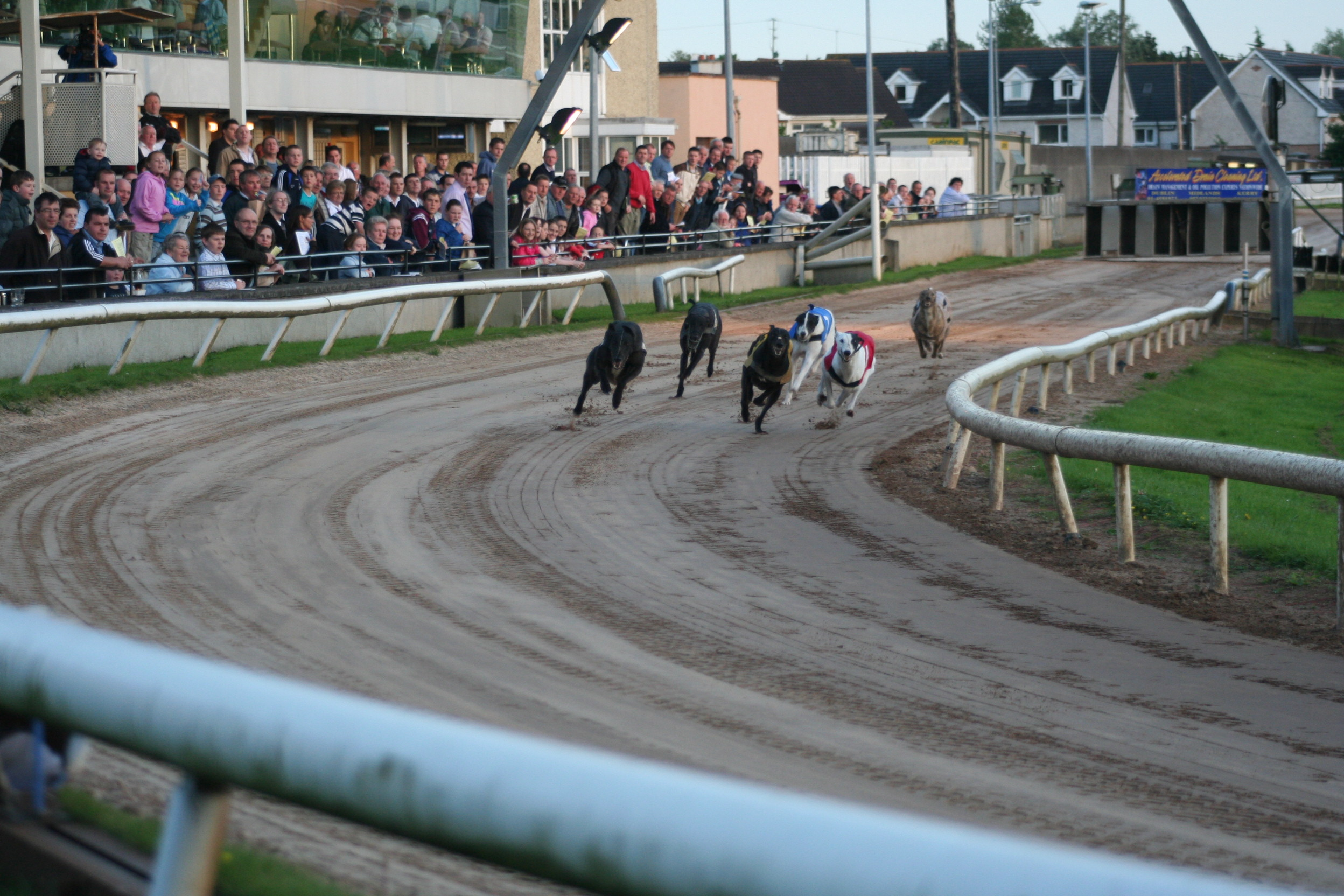
Cynodrome de Mullingar, en Irlande.

Un cynodrome est un circuit dévolu aux courses de lévriers.
Il y a plusieurs types de courses, dont le coursing fait partie. Il compte deux genres d'épreuves : 
L'open coursing, qui se pratique en plein air, et le parc coursing, qui lui se déroule dans un endroit fermé. L'open est la forme la plus sportive et ces courses sont très suivies car dotées de nombreux prix dont la Waterloo cup. Les chiens courent deux par deux, sont assemblés par tirage au sort et l'on procède par élimination. Les deux lévriers sont attachés à une laisse derrière des trappes jusqu'à ce qu'on lâche un faux lièvre qui prend 30 à 40 mètres d'avance. Le sliper est la personne qui ouvre les trappes des chiens pour le départ. Un juge détermine celui des deux chiens qui est le plus rapide. Dans 80 % des cas, le lièvre, qui est souvent crocheté pour le faire zigzaguer, s'en sort indemne.
Le Racing, appelé parfois « course de chevaux des pauvres », fut une course de lévrier longtemps privée. La piste est de forme cylindrique et s'appelle cynodrome ; on en compte une centaine en France, et il existe même des compétitions internationales. Cerclée de balustrades et de gradins, la piste possède au centre une structure métallique, la corde, le long de laquelle court un rail ; ce rail permet d'actionner un lièvre mécanique que les lévriers doivent poursuivre sur différentes distances de 280 à 700 m maximum pour la race des greyhound. Les chiens sont habillés d'une légère casaque de couleur vive portant un numéro bien visible. On les muselle désormais pour éviter les affrontements. Au départ ils sont placés dans une cage fermée et le juge peut, pour équilibrer les courses, créer des handicaps de distances. Les courses de lévriers sont la cause de très nombreux paris. 

## Les principaux cynodromes

### France
Pistes en gazon
- Cynodrome de Aire-sur-la-Lys (Pas-de-Calais)
- Cynodrome de Laferté-sur-Amance (Haute-Marne)
- Cynodrome de Liverdy-en-Brie (Seine-et-Marne)
- Cynodrome de Mannevillette (Seine-Maritime)
- Cynodrome de Mansle (Charente)
- Cynodrome de Meulan (Yvelines)
- Cynodrome de Mont-de-Marsan (Landes)
- Cynodrome de Pleyber-Christ (Finistère)
- Cynodrome de Ligugé (Vienne)
- Cynodrome de Baye (Finistère sud)

Pistes en sable
- Cynodrome de Grillemont La Chapelle-Blanche-Saint-Martin (Indre-et-Loire)
- Cynodrome du Parigné-l'Évêque (Sarthe)
- Cynodrome de Montauban (Tarn-et-Garonne)
- Cynodrome de Monteux (Vaucluse)
- Cynodrome de Beaufief à Saint-Jean-d'Angély (Charente-Maritime)
- Cynodrome de Cransac (Aveyron)
- Cynodrome de Caillevat à Saint-Denis-de-Pile (Gironde)
- Cynodrome de Toulouse (Haute-Garonne)
- Cynodrome de Bagnères-de-Luchon (Haute-Garonne)
- Cynodrome de Châtillon-la-Palud (Ain)
- Cynodrome de Perpignan (Pyrénées-Orientales)
- Cynodrome d'Yzeure (Allier)
- Cynodrome de Maulévrier (Maine-et-Loire)

Cynodromes désaffectés
- Cynodrome de Courbevoie (Hauts-de-Seine); en activité de 1930 à 1951
- Cynodrome d'Iloa (Puy-de-Dôme); en activité de 1991 à 2002
- Cynodrome de Soissons (Aisne)
- Cynodrome de Carnoux-en-Provence (Bouches-du-Rhône)
- Cynodrome d'Oraison (Alpes-de-Haute-Provence)

### Royaume-Uni
Il y a 23 cynodromes au Royaume-Uni au 15 septembre 2021, dont :
- (en) Brighton & Hove Greyhound Stadium (Sussex de l'Est)
- Sunderland Greyhound Stadium (en) (Tyne and Wear)

### Suisse
- Cynodrome de Lotzwil
- Cynodrome de Lostallo
- Cynodrome de Rifferswil

### Belgique
- Cynodrome d'Awans
- Cynodrome de Beringen
- Cynodrome de Westerlo

### Maroc
- Cynodrome de Casablanca

### Italie
- Cynodrome de Castano Primo

Cynodrome désaffecté
- Cynodrome de Rome